# Suy hô hấp
Suy hô hấp hay thiểu năng hô hấp là tình trạng mà hệ hô hấp ngoài không thực hiện được đầy đủ chức năng trao đổi và cung cấp oxy của nó. Hậu quả là sự thiếu oxy máu và thiếu oxy ở các mô. Đây là một bệnh lý nguy hiểm cần được can thiệp ngay để cải thiện tình hình tưới oxy cho cơ thể.

## Một số nghiệm pháp thăm dò chức năng hô hấp ngoài
Bằng hô hấp kế, ta tiến hành đo một số chỉ số để xác định tình trạng trao đổi oxy giữa bên trong và bên ngoài cơ thể, bao gồm:

### Đánh giá rối loạn thông khí

#### Dung tích sống
Kí hiệu là VC (Vital capity), là chỉ số đo tổng lượng khí trao đổi giữa cơ thể và môi trường trong một nhịp thở. Nhờ đó có thể ước lượng tổng số phế nang còn tham gia trao đổi khí, đánh giá được các rối loạn thông khí hạn chế nếu có.

#### Thể tích tối đa/giây
Kí hiệu là FEV1 hay VEMS, là chỉ số đo lưu lượng khí thở ra tối đa trong một giây đầu tiên để đánh giá tình trạng thông thoáng của đường dẫn khí và những rối loạn thông khí tắc nghẽn nếu có. 

#### Chỉ số Tiffeneau
Là tỷ lệ FEV1(VEMS)/VC. Trị số bình thường vào khoảng 0,75-0,8. Nếu chỉ số này giảm chứng tỏ có rối loạn thông khí tắc nghẽn vì thể tích thở ra tối đa giảm nhiều còn dung tích sống giảm ít hơn. Nếu chỉ số này bình thường chứng tỏ có rối loạn thông khí hạn chế vì cả dung tích sống và thể tích tối đa giảm song song.

### Đánh giá rối loạn khuếch tán

#### Đánh giá trực tiếp
Bằng cách thông qua các thông số phân áp khí để đánh giá pCO2 và pO2 ở máu và phế nang.

#### Đánh giá gián tiếp
Đánh giá gián tiếp thông qua sự khuếch tán của khí CO nồng độ thấp. Qua đó tính được sự khuếch tán của O2 dựa vào hệ số khuếch tán của CO gấp 1,23 so với O2.

## Phân loại suy hô hấp

### Theo mức độ
- Độ 1: khó thở khi làm việc gắng sức, lao động nặng
- Độ 2: khó thở khi lao động nhẹ
- Độ 3: khó thở ngay cả khi nằm nghỉ ngơi

### Theo diễn tiến
Cấp, bán cấp và mạn

### Theo cơ chế bệnh sinh
- Nguyên nhân do hệ tuần hoàn: suy tim trái, thuyên tắc mạch phổi,...
- Nguyên nhân do hệ hô hấp: viêm phổi, xơ hóa phổi, phù phổi,...

## Biểu hiện

### Khó thở
Là cảm giác của người bệnh, do 3 cơ chế sau:
- Sự bất thường giữa pCO2 và pO2 ở phế nang và mao mạch
- Sự tăng hoạt động của các cơ hô hấp để thu đủ không khí
- Yếu tố tâm lý

### Xanh tím
Gây ra do các Hemoglobin (Hb) khử (Hb chưa lấy đủ 4 Oxy) tăng cao trong mao mạch, biểu hiện một màu xanh tím ở môi, niêm mạc và đầu chi. Có nhiều nguyên nhân dẫn tới:
- Thiếu Oxy cung cấp, kém đào thải CO2
- Ứ trệ tuần hoàn
- Đa hồng cầu
- Thông động tĩnh mạch làm pha loãng máu

## Các cơ chế thích nghi của cơ thể

### Hệ hô hấp
- Tăng thông khí để đảm bảo nhu cầu Oxy, biểu hiện nhịp thở nhanh và sâu, nhiều khi có sự tham gia của các cơ hô hấp phụ để gắng sức thở.
- Cơ chế: do sự kích thích trung tâm điều hòa hô hấp do nồng độ các khí.

### Hệ tuần hoàn
- Tăng cung lượng tim để đảm bảo nhu cầu oxy ở các mô, biểu hiện bằng tăng nhịp tim.
- Cơ chế: các hóa cảm thụ quan ở cung động mạch chủ và thân động mạch cảnh cảm nhận nồng độ oxy trong máu và điều hòa hoạt động tuần hoàn.[2]

### Thích nghi của máu
- Tăng sản sinh hồng cầu ở tủy xương.
- Cơ chế: thiếu oxy làm thận tăng tiết erythropoietine kích thích tủy xương tăng sản hồng cầu.

### Thích nghi của tổ chức
- Tăng bắt giữ và sử dụng oxy từ hồng cầu.
- Cơ chế: các men tăng hoạt động để tách oxy ra khỏi hồng cầu.